# Hadubrand
Hadubrand (en las versiones a finales de la Edad Media: Alebrand) es un personaje legendario que aparece en diversas fuentes literarias y sagas nórdicas como el Cantar de Hildebrando, Nibelungenlied y la canción Muerte de Hildebrand. Fue un príncipe germánico que se enfrentó a los hunos liderados por su padre Hildebrand, que regresa treinta años después de abandonar sus tierras para acompañar al caudillo Dietrich en sus expediciones bélicas.